# 廖天琪
廖天琪（1947年—），中國女作家、翻译家、社会活动家，現定居於德國。

## 生平
廖天琪生于中国大陸南京市，成长于台湾。国立台湾大学英文系毕业。1969年跟德国汉学家马汉茂结婚后赴德国定居。
1973年至1979年在德国汉堡亚洲研究所任研究员，编撰中德文词典、双语毛泽东文集7卷。1980年至2000年到波鸿鲁尔大学，取得硕士学位后任教该校。主持卫礼贤翻译研究中心，担任中国文学德译丛书《弓桥译丛》（Arcus Chinatexte）主编。2001年担任中国信息中心网站《观察》编辑兼副发行人。
从1980年代以来从事新闻评论等的写作，文章发表于港台报刊杂志。
1989年六四以后，民主中国阵线在巴黎举行成立大会，廖天琪当选总部理事，任德国民阵分部第一届主席。
2004年加入独立中文笔会，2005-2013年和2016-2020年先后当选六届理事，2006-2008年兼任女作家委员会协调人，2009年至2013年担任独立中文笔会第四届、第五届会长，2016年至2020年担任第七届、第八届会长。
2019和2022年，国际笔会作家和平委员会在斯洛文尼亚布莱德举行年会，廖天琪两次当选副主席。

## 主要作品

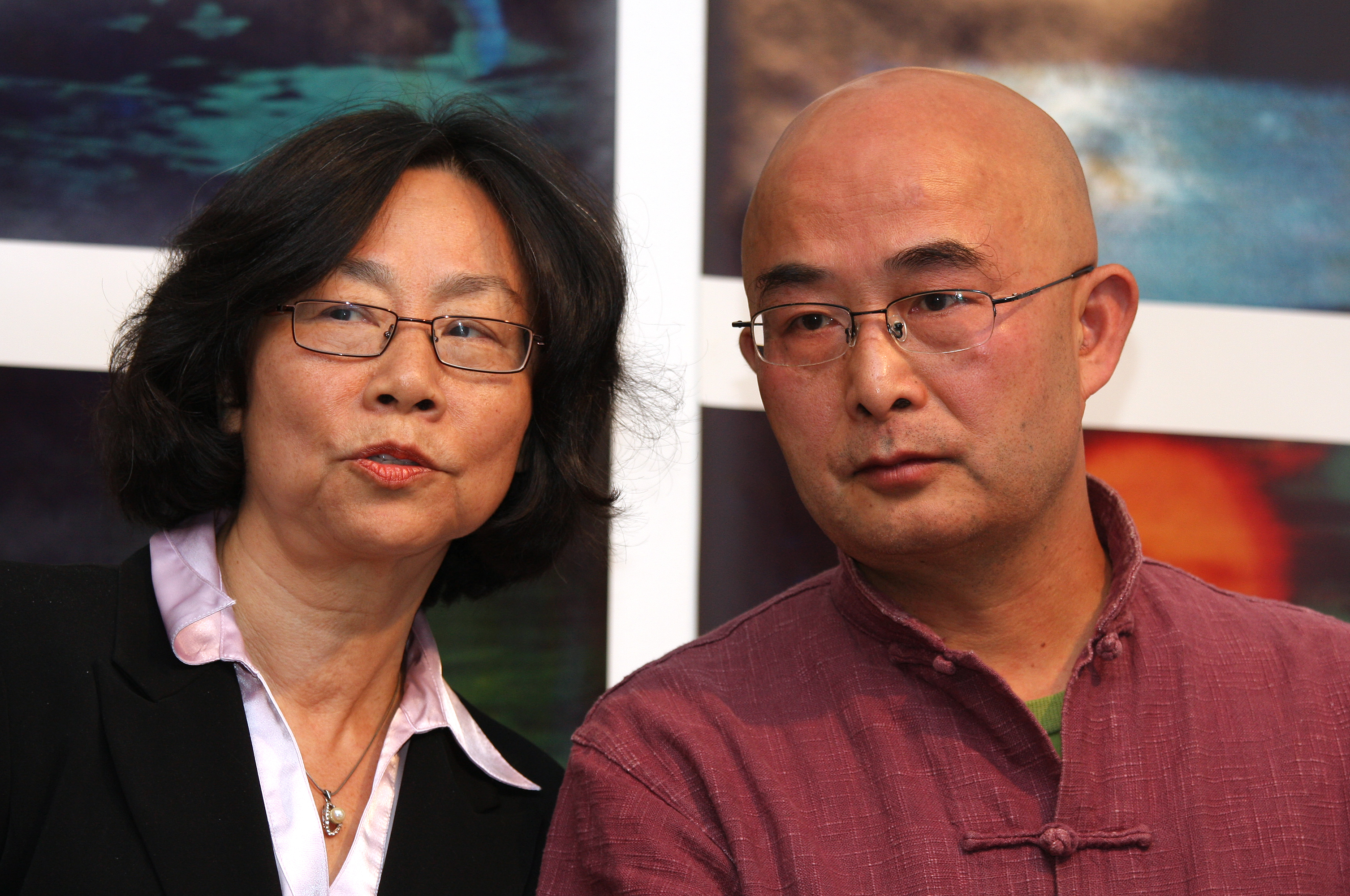
2019年，廖天琪（左）與中國流亡作家廖亦武於德國科隆出席文學講座

- 马汉茂（Helmut Martin）、廖天琪（Tienchi Martin-Liao）. . Langenscheidt KG. 1977.ISBN 9783468490255
- 马汉茂（Helmut Martin）等）. . Hanser, München. 1977-1983. ISBN 9783446124653
- 《Frauenerziehung im alten China: Eine Analyse der Frauenbücher》（中国传统妇女教育：婦女著作析論），收入. N. Brockmeyer, Bochum. 1984.ISBN 9783883394008
- . Projekt. 1992-2003. ISBN 9783897330412
- . 劳改基金会. 2001-2009.
- 班旦加措（Palden Gyatso）. . 劳改基金会. 2003.ISBN 9781931550475
- 喬治·格鲁沙（Jiří Gruša）. . 香港文化中国出版社. 2007.ISBN 9789889895563
- 沃爾夫·比爾曼（Wolf Biermann）. . 台湾允晨文化出版社. 2019.ISBN 9789869755559